# Daniel Pettersson (Handballspieler)
Daniel Pettersson (* 6. Mai 1992 in Eskilstuna) ist ein schwedischer Handballspieler, der seit 2016 beim SC Magdeburg auf der Position Rechtsaußen spielt.

## Karriere

### Verein
Pettersson begann im Jahre 2001 das Handballspielen bei Eskilstuna Guif. Ab der Saison 2010/11 lief der Linkshänder mit der Herrenmannschaft von Eskilstuna Guif in der Elitserien auf. Pettersson wurde mit Eskilstuna 2011 schwedischer Vizemeister. Im Sommer 2016 schloss er sich dem deutschen Bundesligisten SC Magdeburg an. Mit Magdeburg gewann er 2021 die EHF European League und den IHF Super Globe sowie 2022 die deutsche Meisterschaft. 2022 verteidigte er mit dem SCM den Titel beim IHF Super Globe 2022. Mit dem SCM gewann er die EHF Champions League 2022/23 im Finale gegen KS Kielce mit 30:29 nach Verlängerung. Im Rahmen des gewonnenen IHF Super Globe 2023 erzielte er im Vorrundenspiel gegen den Ozeanienvertreter University of Queensland beim 57:14-Sieg 26 Tore. Im Jahr 2024 gewann er mit dem SCM den DHB-Pokal und die deutsche Meisterschaft. In der EHF Champions League 2024/25 gewann er mit dem SCM das Finale gegen die Füchse Berlin.

### Nationalmannschaft
Für die schwedische Nationalmannschaft bestritt Pettersson bisher 97 Länderspiele, in denen er 218 Tore erzielte. Zuvor gehörte Pettersson dem Kader der schwedischen Jugend- und Junioren-Nationalmannschaft an, mit welchen er 2010 an der U18-Europameisterschaft teilnahm und 2013 die U-21-Weltmeisterschaft gewann. Zudem wurde er bei der U18-Europameisterschaft 2010 in das All-Star Team gewählt. Bei der Weltmeisterschaft 2021 wurde er mit der A-Nationalmannschaft Vize-Weltmeister. Mit Schweden nahm er an den Olympischen Spielen in Tokio teil. Während der Europameisterschaft 2022 wurde er positiv auf COVID-19 getestet und durch Valter Chrintz ersetzt. Zum Halbfinale kehrte er in den Kader zurück, im Finale warf er zwei Tore beim Sieg über Spanien. Beim Gewinn der Bronzemedaille bei der Europameisterschaft 2024 bestritt er alle neun Spiele und warf 13 Tore. Bei den Olympischen Spielen in Paris zog er sich im Vorrundenspiel gegen Slowenien eine Fußverletzung zu, woraufhin das Turnier für ihn beendet war.